# 한양촌 성삼문선생 유허지
한양촌 성삼문선생 유허지는 대한민국 충청남도 논산시 부적면에 있는 문화재이다. 2012년 5월 10일 논산시의 향토문화유산 제41호로 지정되었다.

## 개요
연산의 한양촌은 선생의 별장 유지가 있는 곳으로 당시에 선생의 은혜를 입은 사람들이 매년 가을 제사를 지내고 성삼문을 기려 유허에 비를 세웠는데 세월이 오래되어 다시 홍우주, 김광로, 김만준 등이 비를 세우기로 하고 송시열에게 글을 부탁하여 썼다. 비문 내용 위에 작은 글씨로 비가 세워진 후 1692년(숙종 18)에 부관이 되었으며 비를 동쪽으로 옮겨 사우(현재 충곡서원지)를 세우고 제사를 지냈다는 내용이 쓰여 있다.